# Axe latin (Seconde Guerre mondiale)
L'Axe latin fut une alliance proposée entre les pays latins européens pendant la Seconde Guerre mondiale.

## Historique

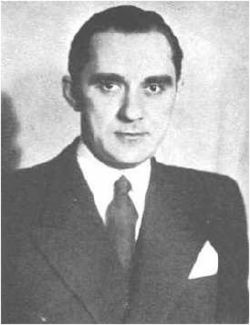
Mihai Antonescu.

Ce projet a été proposé à l'Italie par le politicien roumain Mihai Antonescu, qui fut vice-Premier ministre et ministre des Affaires étrangères pendant la Seconde Guerre mondiale, sous Ion Antonescu. L'alliance aurait inclus la Roumanie, l'Italie, la France de Vichy, l'Espagne et le Portugal. En tant que bloc consolidé dans une région où l'Allemagne était en position de faiblesse, Antonescu espérait qu'il pourrait devenir un contrepoids significatif au Reich. L'Allemagne a soutenu la proposition du bloc latin pendant la Seconde Guerre mondiale et la propagande allemande a aidé la propagande italienne à faire la promotion du bloc.
L'alliance a cependant echoué à se matérialiser. Le Führer allemand Adolf Hitler a promu le bloc latin et en octobre 1940 s'est rendu à Hendaye, en France, à la frontière avec l'Espagne, pour rencontrer Franco avec qui il a encouragé l'Espagne à former un bloc latin avec l'Italie et la France de Vichy pour rejoindre la lutte de l'Italie contre le Royaume-Uni dans la région méditerranéenne.